# Любкин, Владимир Владимирович
Владимир Владимирович Любкин (род. 19 марта 1963, Орск, Оренбургская область) — советский и российский хоккеист, защитник.

## Биография
Воспитанник клуба «Южный Урал» Орск, в сезоне 1979/80 играл за команду во второй лиге. Со следующего сезона стал играть в харьковском «Динамо», которое было фарм-клубом «Динамо» Москва. В 1982 году вышел с командой в первую лигу, в 1988 — в высшую. В феврале — марте 1985 года провёл два матча в чемпионате СССР за московское «Динамо». В сезоне 1988/89 сыграл 21 матч в чемпионате за «Динамо» Харьков, затем перешёл в «Автомобилист» Свердловск, также играл за местный «Луч». Сезон 1990 начал в «Динамо» Харьков, затем перешёл в другой клуб первой лиги «Буран» Воронеж, за который играл до сезона 1993/94. Выступал также за клубы «Металлург» Новотроицк (1995/96) и «Носта-Южный Урал» (1996/97).